# Бумбуешти (Валча)
Бумбуешти (рум. Bumbuești) насеље је у Румунији у округу Валча у општини Боишоара. Oпштина се налази на надморској висини од 466 m.

## Становништво
Према подацима из 2002. године у насељу је живело 389 становника, од којих су сви румунске националности.